# Petar Metličić
Petar Metličić (Split, 1976. december 25. –) olimpia és világbajnok horvát válogatott kézilabdázó.

## Pályafutása
Petar Metličić pályafutása során horvát válogatottban 175 alkalommal lépett pályára, 2006 és 2009 között csapatkapitánya is volt a nemzeti csapatnak. A 2004-es athéni olimpián és a 2003-as férfi kézilabda-világbajnokságon is aranyérmet nyert a válogatottal.
Hazáján kívül játszott Spanyolországban és Franciaországban is. Háromszor nyert Bajnokok Ligáját a Ciudad Reallal, amellyel a Klubcsapatok Európa-bajnokságát is megnyerték. Az RK Metkovićcsal EHF-kupát, a spanyol Ademar Leónnal Kupagyőztesek Európa-kupáját nyert.
2012 márciusában francia Montpellier Handball csapatához szerződött, a sérült szlovén játékos, Vid Kavtičnik helyettesítésére. Itt fejezte be játékos pályafutását a 2012-13-as szezon végén. Visszavonulását követően edzőnek állt, Ivano Balićcsal pedig kézilabda-akadémiát üzemeltet.
2015 februárjában a horvát válogatott másodedzőjének kérték fel Željko Babić mellé.

## Sikerei, díjai

### Játékosként
Split
- Croatian First A League
  - 2. hely (2): 1996-97, 1997-98
- Croatian First B League - Dél
  - Bajnok (1): 1994-95

Metković
- Croatian First League
  - Winner (1): 2001-02 (Revoked)
- Croatian First A League
  - Győztes (3): 1998-99, 1999-00, 2000-01
- Horvát Kupa
  - Győztes (2): 2001, 2002
- EHF-kupa
  - Győztes (1): 2000
  - Döntős (1): 2001

Ademar Leon
- Kupagyőztesek Európa-kupája
  - Winner (1): 2005
- Spanyol Szuperkupa
  - Döntős (1): 2003

Ciudad Real
- Liga ASOBAL
  - Győztes (4): 2006-07, 2007–08, 2008–09, 2009-10
  - Döntős (1): 2005-06
- Copa del Rey
  - Győztes (1): 2008
  - Döntős (2): 2006, 2009
- Spanyol Kupa
  - Győztes (3): 2006, 2007, 2008
  - Döntős (1): 2010
- Spanyol Szuperkupa 
  - Győztes (1): 2008
  - Döntős (2): 2009, 2010
- Bajnokok Ligája
  - Győztes (3): 2005-06, 2007–08, 2008–09
- Klubcsapatok Európa-bajnoksága
  - Győztes (2): 2006, 2008
- IHF–Szuper Globe
  - Győztes (2): 2007, 2010

Pivovara Laško Celje
- 1. NLB Leasing liga
  - 2. hely (1): 2011-12
- Szlovén Kupa
  - Győztes (1): 2012

Montpellier
- LNH Division 1
  - 2. hely (1): 2012-13
- Francia Kupa
  - Győztes (1): 2013

Egyéni elismerés
- Az év horvát kézilabdázója a Sportske novosti és a Horvát Kézilabda-szövetség szavazásán - 2003

Állami kitüntetés
- Order of Danica Hrvatska - 2004[8]

## További információ
- Statisztika
- A legjobb horvát kézilabdázók és edzők